# Bronnenpark (park)

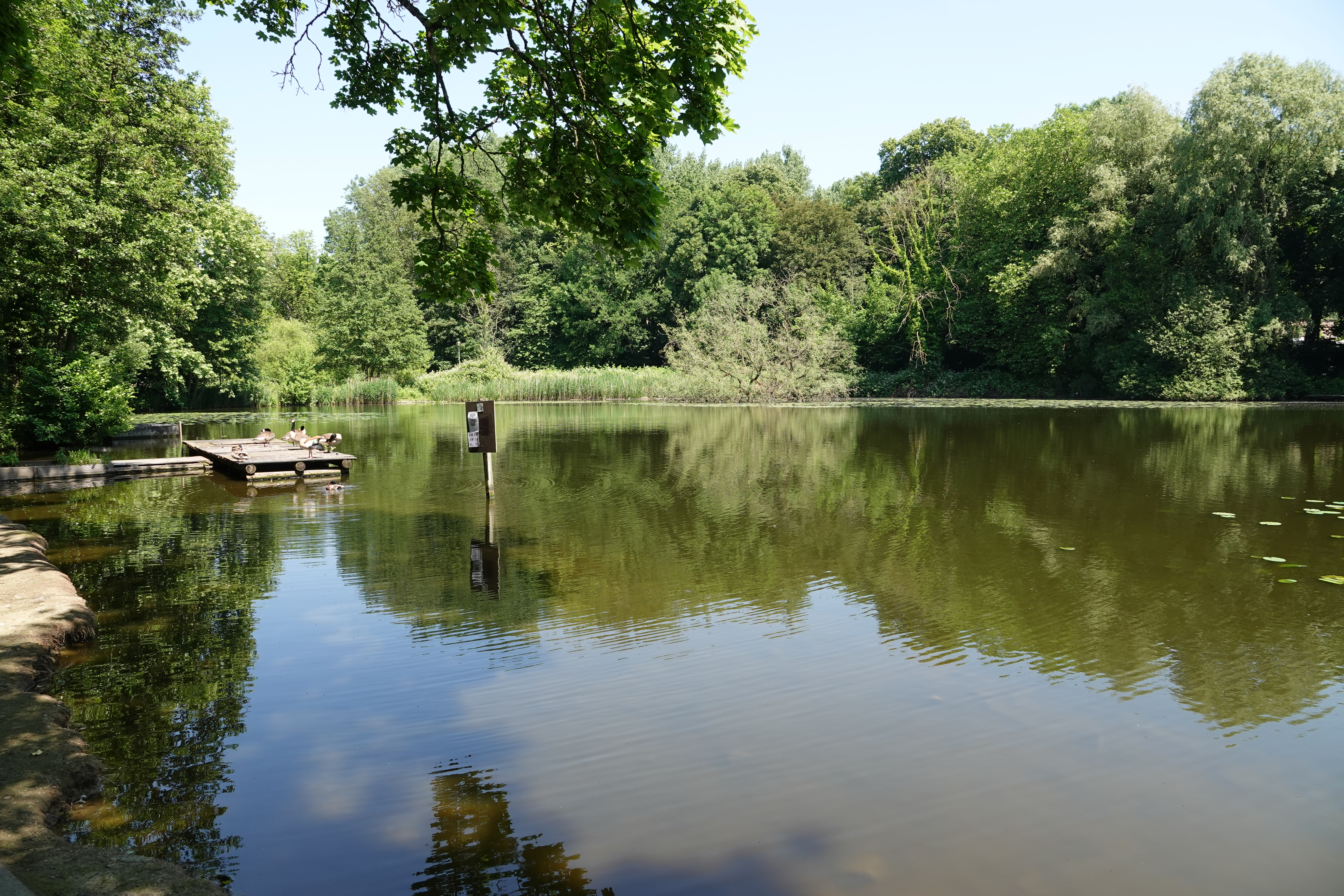
Vijver van het Bronnenpark

Het Bronnenpark (Frans: Parc des Sources) is een park in de tot het Brussels Hoofdstedelijk Gewest behorende plaats Sint-Lambrechts-Woluwe.
Dit park ligt in de vallei van de Woluwe. De grond behoorde aanvankelijk tot een boerderij en werd eind 19e eeuw opgekocht door de familie van Louis Solvay. Er werd onder meer een Engels landschapspark aangelegd en er was een weide waar paarden graasden. Tijdens de Eerste Wereldoorlog werden enkele vijvers gegraven die gevoed werden door bronnen.
In 1952 werd een deel van het bezit gekocht door een ondernemer van de naam Blaton die er vastgoed wilde ontwikkelen, een project dat nooit is verwezenlijkt.
In 1963 werd het andere deel gekocht door de gemeente om er een park aan te leggen. De paardenweide, aanvankelijk gedraineerd, werd weer vochtig en er ontwikkelde zich een rietveld dat in 1994 de status kreeg van natuurreservaat.
Van de flora kan worden genoemd: daslook, slanke sleutelbloem, gevlekte aronskelk, bittere veldkers en groot heksenkruid.